# Feba (mitologija)
Feba (grč. Φοίϐη, Phoíbê) u grčkoj mitologiji Uranova je i Gejina kći, Titanida.

## Etimologija
Febino ime izvedeno je od grčke riječi φοίβος, phoibos, 'svijetao', 'čist'.

## Mitologija
Povezivana je s Mjesecom (poput Selene, a pratitelj joj je bio njezin brat Kej s kojim je imala dvoje djece - Letu i Asteriju.
Imena Feb i Feba postali su Apolonovi i Artemidini epiteti i sinonimi.
Prema Eshilu, Temida joj je predala upravljanje nad proročištem u Delfima.

## Vanjske poveznice
- Feba u klasičnoj literaturi (engl.)
- Leukipida Feba u klasičnoj literaturi i umjetnosti (engl.)
- Nimfa Feba u klasičnoj literaturi (engl.)